# Pontevedra CF B
Pontevedra CF B is een Spaanse voetbalclub uit Pontevedra die uitkomt in de Tercera División. De club werd in 1965 opgericht en speelt haar thuiswedstrijden in Estadio A Xunqueirea. Het is de reservenploeg van Pontevedra CF, die in de Segunda División B uitkomt.